# Eufrosina (esposa de Miquel II)
Eufrosina, nascuda l'any 790 i morta després del 836, va ser una emperadriu romana d'Orient, filla de l'emperador romà d'Orient Constantí VI i de la seva primera esposa, Maria d'Amnia. Es va casar amb Miquel II el Tartamut, fundador de la Dinastia frígia. Era la última representant de la Dinastia isàurica.
Quan Constantí VI es va divorciar de la mare d'Eufrosina, les va obligar a ella i la seva filla a prendre els hàbits i van ser empresonades en un convent. Miquel II el Tartamut, quan va quedar vidu de la seva primera esposa Tecla, va aconseguir casar-se amb Eufrosina l'any 820, encara que ja feia temps que era monja. El seu matrimoni va ser feliç i va servir a Miquel II per reforçar la seva legitimitat al tron de Constantinoble.
Eufrosina va estar a prop del seu marit en el moment de la seva mort, i va ser ella qui va tancar els ulls de Miquel II, quan va morir de mort natural el 2 d'octubre del 829 als cinquanta anys. Miquel va ser succeït pel seu fill Teòfil.
Teòfil, que era fill de la primera esposa de Miquel II, no veia amb bons ulls la seva madrastra, a la que tampoc veien bé molts membres de la cort romana d'Orient, que creien que la unió entre Miquel II i Eufrosina havia estat un escàndol. Teòfil va tornar a tancar Eufrosina en un convent. Sembla que Eufrosina podria haver organitzat el matrimoni entre Teòfil i Teodora, unió que va contribuir a la fi de la iconoclàstia. Eufrosina, durant una revolta que va estar a punt d'esclatar a Constantinoble contra l'emperador absent de la ciutat per una campanya militar contra els àrabs, va enviar a avisar Teòfil sobre el que passava. L'emperador va tornar a la capital i va esclafar la rebel·lió.